# Cervo (Lugo)
Pour les articles homonymes, voir Cervo.
Cervo est une commune du nord-ouest de l'Espagne, dans la province de Lugo, dans la communauté autonome de Galice.